# Greya
Greya is een geslacht van vlinders van de familie Yuccamotten (Prodoxidae), uit de onderfamilie Prodoxinae.

## Soorten
- G. punctiferella (Walsingham, 1888)
- G. solenobiella Walsingham, 1880
- G. sparsipunctella (Walsingham, 1907)
- G. subalba Braun, 1921